# Диамантиди, Константин Дмитриевич
Константин Дмитриевич Диамантиди (27 июля 1861, Таганрог, область Войска Донского — 25 января 1939, Франция) — русский дипломат, персидский и уругвайский консул, аргентинский вице-консул, коммерции советник, почётный гражданин Ростова, купец 2-й гильдии, действительный статский советник, директор попечительского комитета по тюрьмам.

## Биография
Константин Диамантиди родился 27 июля 1861 года (по другим данным — в 1863 году) в Таганроге. Образование получил за границей в гимназии и коммерческом училище.
В 1895 году Диамантиди занялся предпринимательской деятельностью — хлебным экспортом. Был совладельцем торгового дома «Диамантиди и К».
Диамантиди вёл активную общественную деятельность, занимал ряд должностей в государственных, коммерческих и общественных организациях. Он был почётным членом городового попечительства детских приютов Ведомства учреждений императрицы Марии, гласным городской думы Ростова-на-Дону, председателем общества для борьбы с проказой в области Войска Донского, пожизненным и действительным членом Императорского российского общества спасения на водах, вице-председателем ростовской дирекции отделения Императорского Русского музыкального общества, членом арбитражной комиссии городского биржевого общества, членом окружного комитета о народной трезвости, старшиной биржи Ростова-на-Дону, членом учётного комитета городской конторы Государственного банка и городского отделения Учётного и ссудного банка, членом правления донского акционерного общества печатного и издательского дела в Ростове-на-Дону, председателем правления и директором-распорядителем ростовского торгово-комиссионного товарищества на паях, членом попечительного совета женской гимназии Андреевой и Соединённого средне-технического и ремесленного училища.
Имел ряд государственных наград: кавалер российских ордена Святой Анны II степени и ордена Святого Владимира IV степени, персидского ордена Льва и Солнца II степени с красной лентой, греческого ордена золотого креста Спасителя, испанского ордена Изабеллы Католической и прочих иностранных наград.
Умер в эмиграции во Франции в 1939 году.